# I. e. 339
Évszázadok: i. e. 5. század – i. e. 4. század – i. e. 3. század
Évtizedek: i. e. 380-as évek – i. e. 370-es évek – i. e. 360-as évek – i. e. 350-es évek – i. e. 340-es évek – i. e. 330-as évek – i. e. 320-as évek – i. e. 310-es évek – i. e. 300-as évek – i. e. 290-es évek – i. e. 280-as évek
Évek: i. e. 344 – i. e. 343 – i. e. 342 – i. e. 341 –  i. e. 340 – i. e. 339 – i. e. 338 – i. e. 337 – i. e. 336 – i. e. 335 – i. e. 334

## Események

### Görögország
- II. Philipposz makedón király északra vonul és a mai Dobrudzsa területén csatában legyőzi a szkítákat, akiknek királya, a 90 éves Ateasz is elesik az ütközetben, birodalma pedig széthullik.
- Az amphiktüonia tanácsában Philipposz szentségtöréssel vádolja a lokriszi Amfissza polgárait és Athén kezdeti támogatásával súlyos büntetést szavaznak meg ellenük. Miután az első hadjárat sikertelenül zárult, a másodikra Philipposz vállalkozik és legyőzi a az athéni zsoldosvezér Kharész vezette lokrisziakat.

### Róma
Consullá választják Tiberius Aemilius Mamercinust és Quintus Publilius Philót. A latin háborúban Publilius a fenectani mezőn, Aemilius pedig Pedumnál győzi le a latinokat. Aemilius diadalmenetet követel, de a szenátus nem adja meg, mert a várost nem foglalta el, ezért a consul hivatali ideje hátralevő részében a szenátust támadja. Az újra fellángoló latin háború miatt a szenátus dictator kinevezéséről határoz, a feladatra pedig Aemilius a másik consult, a plebeius Publiliust jelöli. A dictator a plebeiusoknak kedvező törvényeket hozat, pl. ezentúl az egyik censornak is plebeiusnak kell lennie.

## Kultúra
- Meghal az athéni Akadémia vezetője, Szpeuszipposz, helyét Xenokratész veszi át.

## Halálozások
- Szpeuszipposz, görög filozófus
- Ateasz, szkíta király

## Fordítás
- Ez a szócikk részben vagy egészben  a(z)   339 BC című angol Wikipédia-szócikk ezen változatának fordításán alapul.  Az eredeti cikk szerkesztőit annak laptörténete sorolja fel. Ez a jelzés csupán a megfogalmazás eredetét és a szerzői jogokat jelzi, nem szolgál a cikkben szereplő információk forrásmegjelöléseként.